# Tambov
Tambov (ou Tambóvia[carece de fontes?]; em russo: Тамбов; romaniz.: Tambov) é uma cidade da Rússia, centro administrativo do oblast de Tambov.  Localiza-se na confluência dos rios Tsna e Studenets, a 480 km a sudeste de Moscovo nas coordenadas 52° 43′ N, 41° 25′ L. População: 291.852 (est. 2004);  293.658 (Censo 2002); 304.600 (Censo 1989).  A cidade é servida pelo aeroporto Tambov Donskoye e é também a sede da base aérea de Tambov.

## Origem do nome
O nome "Tambov" origina-se de uma palavra na Língua moksha que significa pântano. 

## Galeria

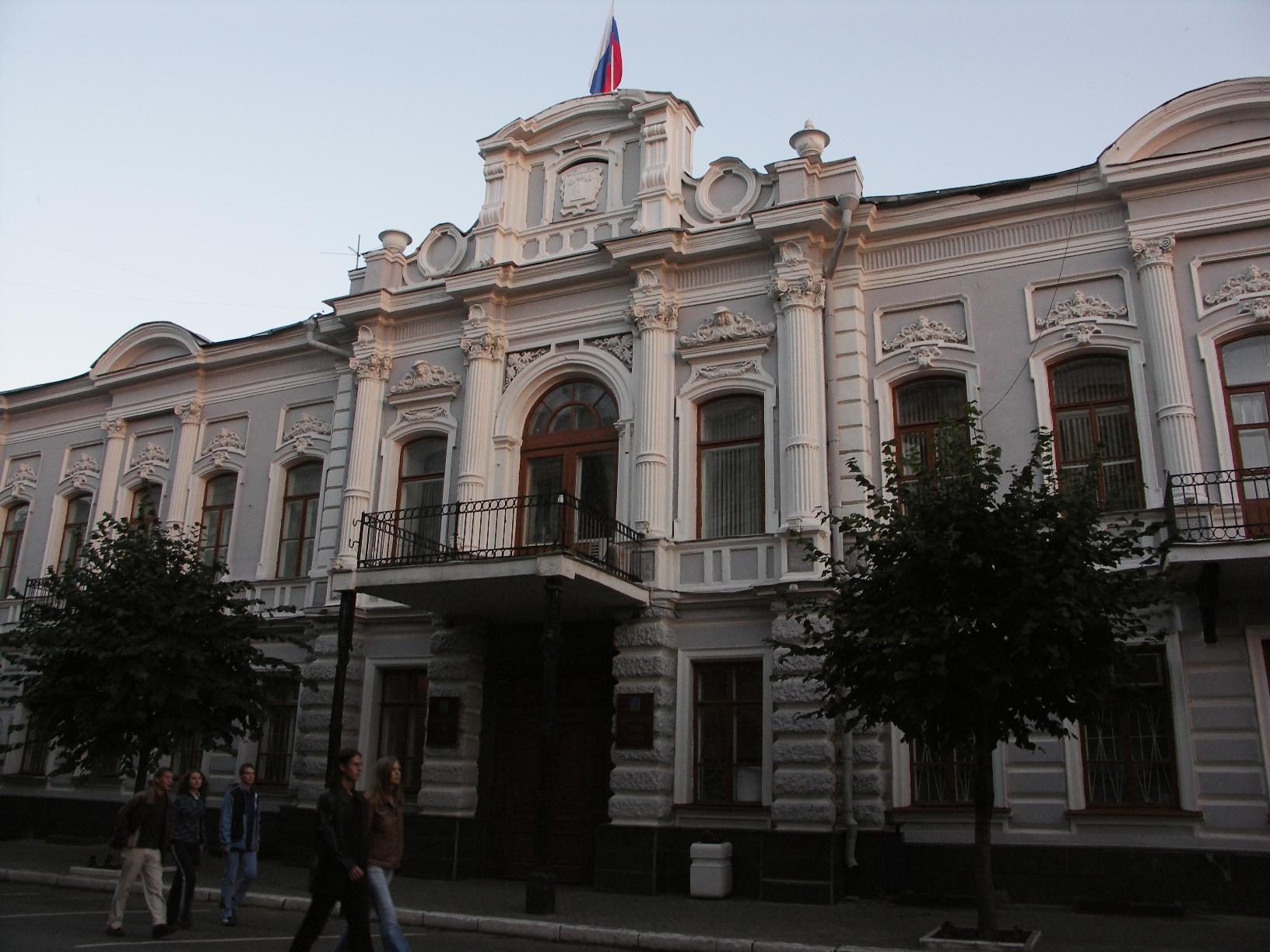
Edifício in Tambov
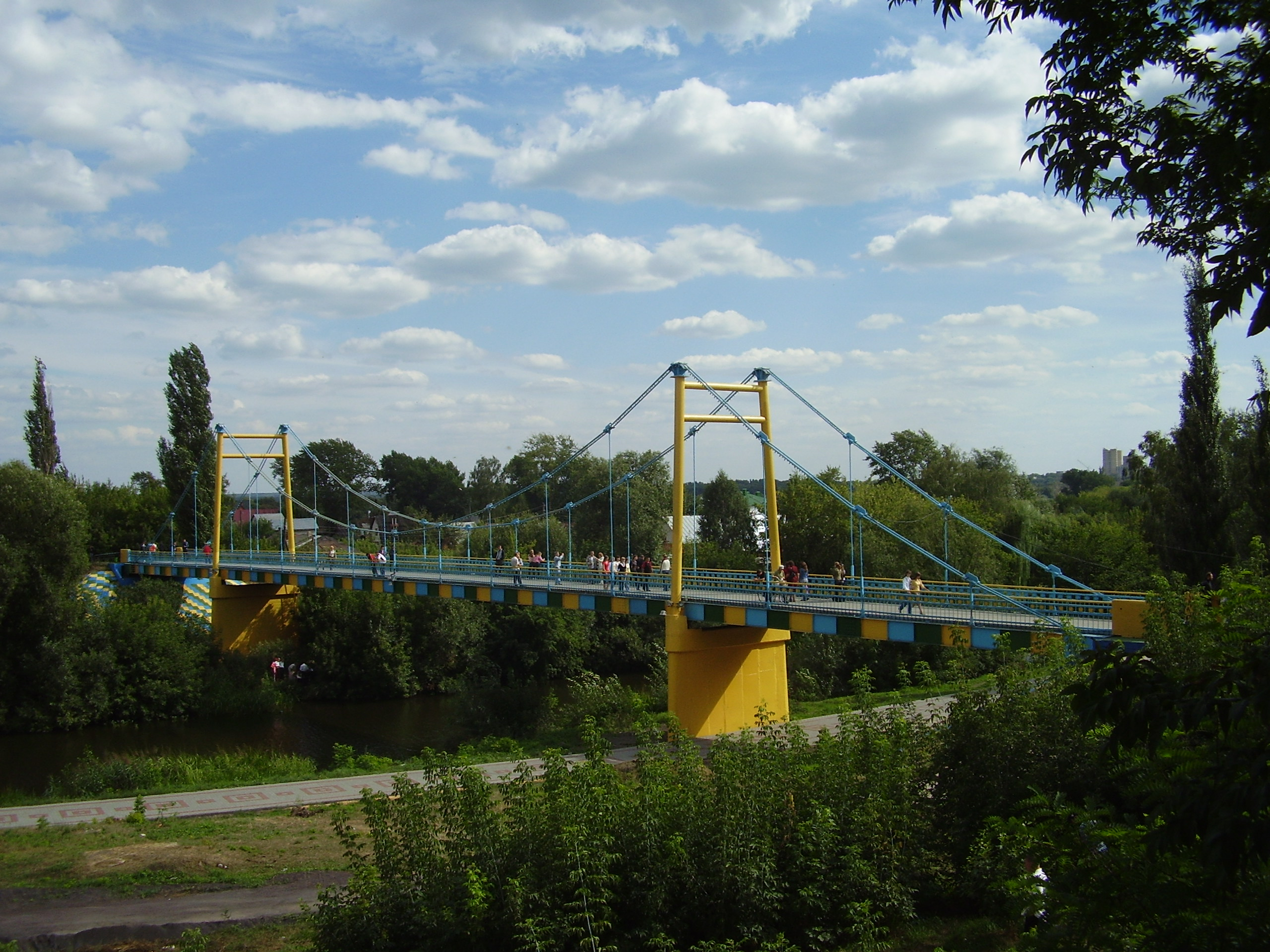
Ponte sobre o rio Tsna
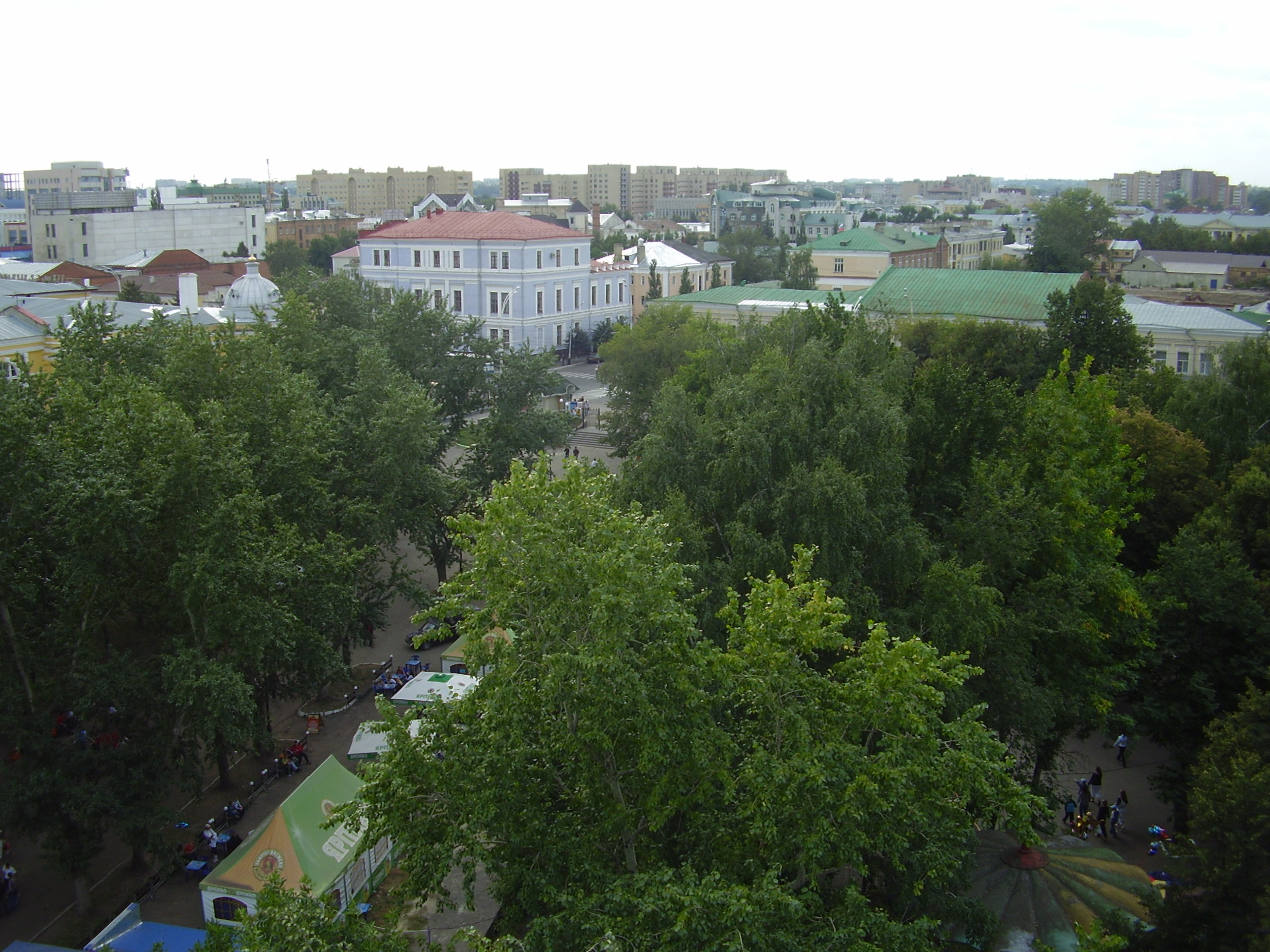
Vista aérea de Tambov
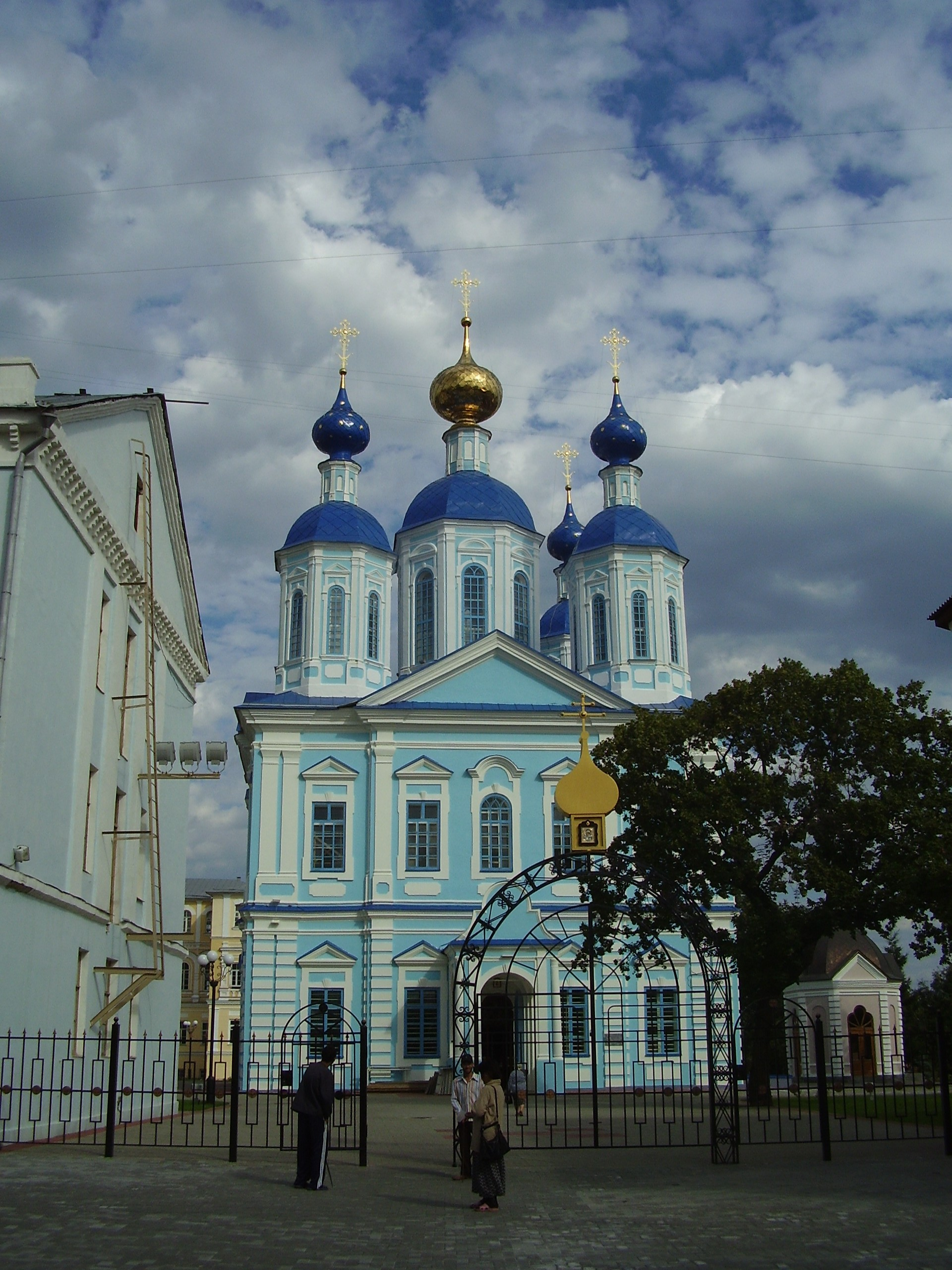
Igreja da Mãe de Deus de Kazan
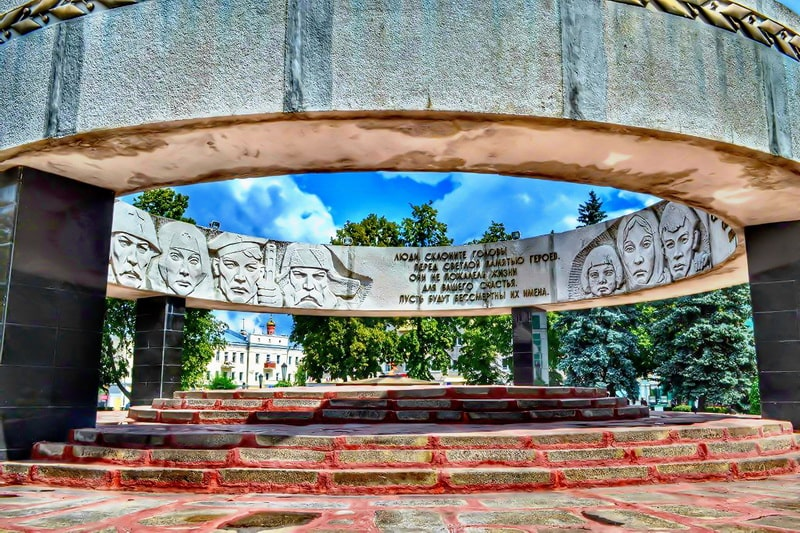
"Chama Eterna" na Praça Sobornaya[1] (inaugurado em 9 de maio de 1970)

## Esporte
A cidade de Tambov é a sede do Estádio Spartak e do FC Tambov, que participa do Campeonato Russo de Futebol. 